# قرار (موسيقى)

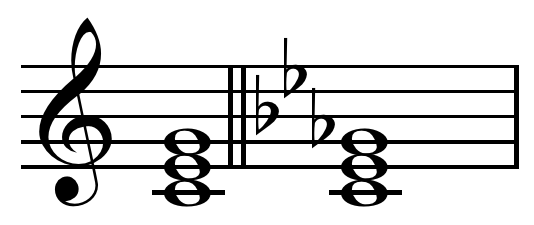

القَرار أو نغمة القرار أو الأساس ، اسم يطلق على أول درجة أو كورد في سلم موسيقى أو مقام؛ فنغمة قرار في سلم أو مقام دو الكبير هي دو قرار، وفي صول الكبير هي صول قرار، وهكذا دواليك.